# NGC 5255
NGC 5255 est une galaxie lenticulaire située dans la constellation de la Grande Ourse. Sa vitesse par rapport au fond diffus cosmologique est de 7 047 ± 9 km/s, ce qui correspond à une distance de Hubble de 103,9 ± 7,3 Mpc (∼339 millions d'al). NGC 5255 a été découverte par l'astronome germano-britannique William Herschel en 1789.
Aucune structure spiralée n'est visible sur l'image obtenue des données du relevé SDSS, aussi la classification de galaxie lenticulaire préconisée par le professeur Seligman semble mieux convenir à cette galaxie.
Selon la base de données Simbad, NGC 5255 est une galaxie LINER, c'est-à-dire une galaxie dont le noyau présente un spectre d'émission caractérisé par de larges raies d'atomes faiblement ionisés.